# 沉没成本
沉没成本（英語：sunk cost），或称沉淀成本或既定成本，是经济学和商业决策制定过程中，会用到的概念，指已经發生且不可收回的成本。沉沒成本與預期成本形成對比，預期成本是採取行動可以避免的未來成本。換句話說，沉沒成本是過去支付的金額，與未來的決策無關。儘管經濟學家認為沈沒成本不再與未來的理性決策相關，但人們在日常生活中經常將以前的支出，例如修理汽車或房屋等，納入他們對這些財產的未來決策中。

## 釋義
沉没成本常用来和預期成本（Prospective Costs）作比较，預期成本可以避免，而沉没成本则不能避免。在微观经济学理论中，做决策时仅需要考虑預期成本。如果同时考虑到沉没成本（这被微观经济学理论认为是错误的），那结论就不是纯粹基于事物的价值作出的。
举例来说，如果某人预订了一张电影票，已经付了票款且假设不能退票。此时付的价钱已经不能收回，就算不看电影钱也收不回来，电影票的价钱算作沉没成本。
当然有时候沉没成本只是价格的一部分。比方说某人买了一辆自行车，然后骑了几天低价在二手市场卖出。此时原价和卖出价中间的差价就是沉没成本。而且这种情况下，沉没成本随时间而改变，例如某人留着那辆自行车骑的时间越长，一般来说因為折旧而使卖出价会越低。
大多数经济学家们认为，如果人是理性的，那就不该在做决策时考虑沉没成本。比如在前面提到的看电影的例子中，会有两种可能结果：
1. 付钱后发觉电影不好看，但忍受着看完；
2. 付钱后发觉电影不好看，退场去做别的事情。

两种情况下都已经付钱，所以不应该考虑退錢这件事情。如果后悔买票了，那么当前的决定应该是基于是否想继续看这部电影，而不是为这部电影付了多少钱。此时的决定不应该考虑到买票的事，而应该以看免费电影的心态来作判断。经济学家们往往建议选择后者，这样只是花了点冤枉钱，还可以通过腾出时间来做其他更有意义的事来降低机会成本，而选择前者还要继续受冤枉罪。
人类与其他物种都对时间沉没成本有一定的敏感性。

## 损失憎恶和沉没成本谬误
很多人对“浪费”资源很担忧害怕，被称为“损失憎恶”。比如说很多人会强迫自己看一场根本不想看的电影，因为他们怕浪费了买票的钱。这有时被叫做“沉没成本谬误”（然而對於完美主義者這也可能是一種滿足性效益）。经济学家们会称这些人的行为“不理智”，因为类似行为低效，基于毫不相关的訊息作出决定错误地分配了资源。
这些思考可能反映了对衡量效用尺度的不统一，因为这种衡量对消费者来说是主观且独特的。如果预订了一张电影票还发现电影确实不对胃口，可能会等到散场再走，而觉得保存了脸面，这也是一种滿足性效益。某些人則可能从给电影找碴中得到些娱乐，并对自己的鉴赏结果感到自豪，或者觉得有足够资格在其他人面前批评电影。
沉没成本的概念在分析商业决策时候会被用到。一个常见的沉没成本例子就是宣传品牌的促销。这种情况经常導致不能被正常消化的成本，它不是典型的可能降低品牌價值换来销量的方式（除非执行退出市场策略）。在做将来投资、销售或广告决策时，仅应考虑未来的可能性，不能因为最近大笔广告投资而便宜行事。
沉没成本谬误有时也叫“协和谬误”，指英国和法国政府继续为协和式飞机提供基金的事，而当时已经很显然这种飞机没有任何经济效益可言。这个项目被英国政府私下叫做“商业灾难”，本就不该开始，当时也就要取消了，但由于一些政治、法律等问题，两国政府最终都没有脱身。